# 约翰·贝拉米·福斯特
约翰·贝拉米·福斯特（英語：John Bellamy Foster；1953年8月15日—）是俄勒冈大学的社会学教授，也是《每月评论》编辑。他的书写涉及资本主义政治经济学和经济危机、生态环境和生态危机和马克思主义理论。 他曾多次接受采访、谈话和邀请讲座，并撰写有关这一主题的受邀评论、文章和书籍。

## 生平
在1971年进入长青州立大学之前，福斯特就积极参与反战和环保运动。他在经济学中回应了他所看到的资本主义经济中正在发生的危机以及美国参与1973年智利政变的情况。  
1976年，他移居加拿大，并在多伦多约克大学的研究生课程进入了政治学领域。他将1979年论文《美国和垄断资本：产能过剩问题》提交给《每月评论》的保罗·斯威齐。他的文章还发表在《经济学季刊》和《科学与社会》等刊物上，并于1986年以他的博士论文为基础出版了《垄断资本主义理论：马克思政治经济学概论》。
1985年，福斯特被聘为长青州立大学访问学者。一年后，他在俄勒冈大学担任社会学助理教授，并于2000年成为社会学教授。1989年，他成为每月评论基金会董事会成员和每月评论编辑委员会成员。
福斯特于1981年在研究生院发表了他的第一篇《每月评论》文章《垄断资本是幻觉吗？》。他于1989年成为每月评论基金会董事会成员和每月评论编辑委员会成员。与罗伯特·麦克切斯尼（Robert W. McChesney）（他从长青州立大学毕业后成为媒体政治经济学的主要学者）一道，福斯特于2000年加入保罗·斯威齐和哈里·马格多夫（Harry Magdoff），出任《每月评论》的共同编辑。两年后，他成为每月评论基金会主席。  
在2004年保罗·斯威齐去世、罗伯特·麦克切斯尼辞去共同编辑职务（同时留在董事会中）以及2006年哈里·马格多夫去世后，福斯特被留任为该杂志的独家编辑。  

## 著作和思想
福斯特最初的研究集中在马克思的政治经济学和资本主义发展理论上，重点是保罗·斯威齐和保罗·巴兰的垄断理论。这反映在福斯特的早期著作《垄断资本主义理论》和联合著作（与亨利克·斯拉杰弗尔一起），《扭曲的经济：垄断资本主义下的积累问题》。
在20世纪80年代后期，福斯特转向生态问题。他专注于全球环境危机与资本主义经济危机之间的关系，同时强调可持续的、社会主义的选择的必要性。在此期间，他发表《脆弱的行星：环境的经济简史》 ; 他在美国社会学杂志上发表文章《马克思的代谢断裂理论》和《马克思的生态学：唯物主义与自然》。 他对马克思的生态学的重新解释引入了“代谢断裂”（Metabolic rift）概念，具有广泛的影响。这项工作使他获得了美国社会学协会环境与技术部杰出贡献奖。《马克思的生态学》本身也获得了ASA马克思主义社会学科的书籍奖。 接下来是著作《生态学反对资本主义》（Ecology Against Capitalism），后者着重于从环境角度批判资本主义经济。
作为《每月评论》编辑，福斯特回到了他之前关于资本主义政治经济学的著作，但重新关注2001年9月后美国外交政策的作用。他的2006年著作《赤裸裸的帝国主义》以及《每月评论》中频繁的社论，试图说明美国在世界上日益增长的军事作用，并转向更明显、更积极的全球预测。 此外，福斯特一直在努力扩大斯威齐和巴兰的垄断资本理论在目前的金融主导的资本主义阶段，他称之为“垄断金融资本”。在这方面，关于资本主义金融化和2007-08年金融危机，他已经写了几本书。
福斯特与 Brett Clark和Richard York共同撰写的《智能设计批判》是他对唯物主义哲学以及古希腊哲学家伊壁鸠鲁和卡尔·马克思关系研究的延续。福斯特借鉴他的生态工作，特别是马克思的生态学，捍卫历史唯物主义作为理性科学世界观的基础，反对智慧设计和其他非唯物主义意识形态的支持者。

## 参看
- 生態社會主義
- Environmental sociology
- Social metabolism

## 延伸阅读
- Krakow, Morgan. . Ethos Magazine. April 17, 2017, 9 (2): :22–25  [2018-05-11]. （原始内容存档于2017-08-01）.